# تیم آکروجت گشت فرانسه
تیم آکروجت گشت فرانسه (Patrouille acrobatique de France) که به نام Patrouille de France نیز شناخته می شود واحد نمایش آکرجت نیروی هوا و فضای فرانسه است که به طور رسمی در سال ۱۹۵۳ راه اندازی شد.

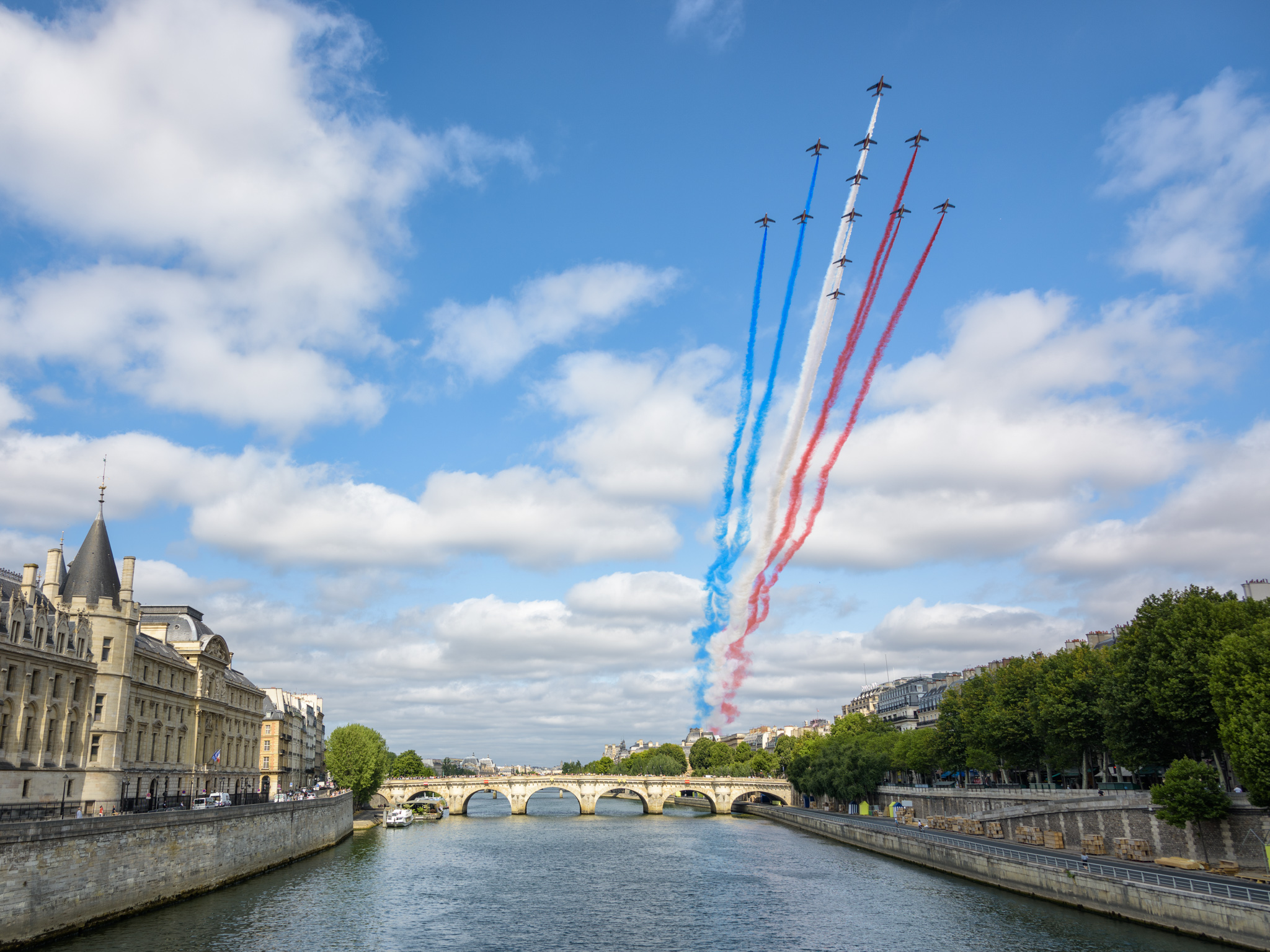
تیم آکروجت گشت فرانسه که در روز باستیل با پرواز بر فراز کونسیرژوری و سن، صلیب لورن را تشکیل می دهد. (2015)

## هواپیما
- اف-۸۴ تاندرجت (۱۹۵۳–۱۹۵۴)
- داسو اوراگان (۱۹۵۴–۱۹۵۷)
- داسو میستره ۴ (۱۹۵۷–۱۹۶۴)
- فوگا سی‌ام-۱۷۰ مجیستر (۱۹۶۴-۱۹۸۱)
- داسو/دورنیه آلفا جت (از سال ۱۹۸۱)

## لینک های خارجی
- (به فرانسوی) Official website
- People's Daily article about the Patrouille performances in China (2004)
- The Patrouille de France crash
- Patrouille visit to Stewart Airport, Newburgh, NY, as part of their 2017 US Tour

الگو:Modern aerobatic teams